# Diplomacia del panda

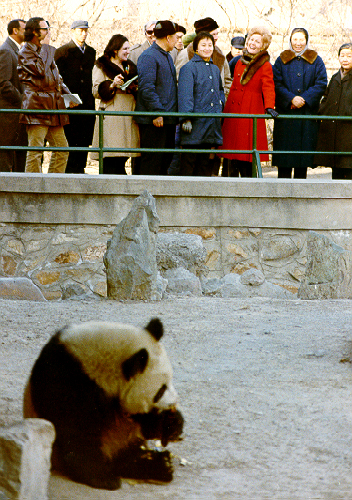
Primera dama de EE.UU. Pat Nixon viendo la exhibición de pandas del Zoológico de Beijing en febrero de 1972

La diplomacia del panda es la práctica de enviar pandas gigantes desde China a otros países como herramienta de diplomacia. De 1941 a 1984, China regaló pandas a otros países. Después de un cambio de política en 1984, los pandas fueron arrendados en lugar de regalados.

## China imperial
Si bien hay pocos registros antiguos del panda gigante, "Durante la dinastía manchú, los aborígenes del oeste de Szechuan enviaron pieles de este animal [bei-shung, presuntamente el panda] como tributo al gobierno de China. y el este del Tíbet", según David Crockett Graham.: 25 : 19 

## Diplomacia de la Era Republicana

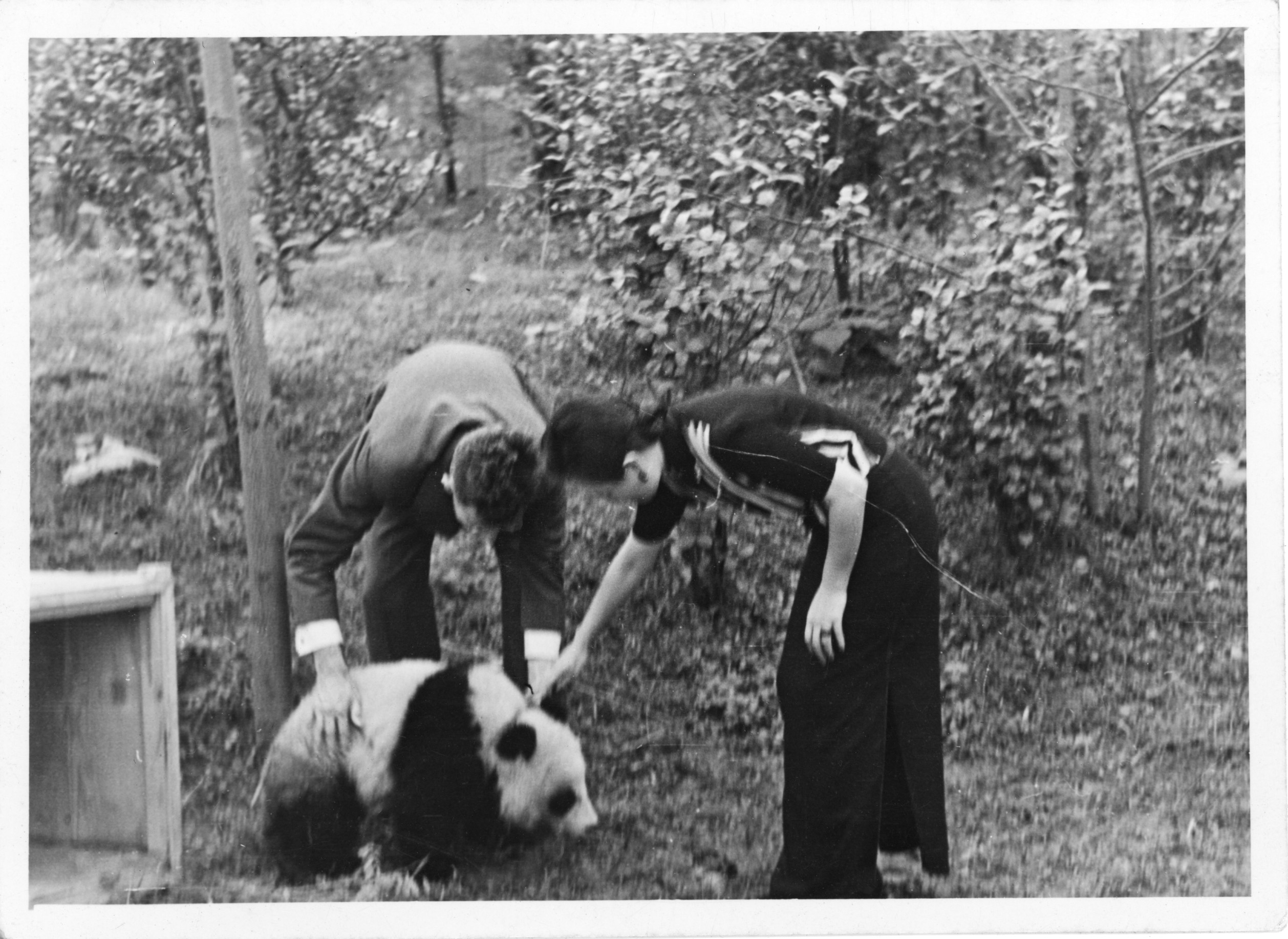
Madam Chiang y John Tee-Van del Zoológico del Bronx, EE.UU., con el bebé Panda en el patio de Madame Chiang en Chongqing, el 9 de noviembre de 1941.

La primera instancia de Diplomacia del Panda en la era moderna fue organizada por Soong Mei-ling (Madame Chiang) en 1941. China estaba sitiada por Japón, Estados Unidos había estado enviando ayuda al Kuomintang (Gobierno Nacionalista) en China, y Madame Chiang quería una forma dramática de dar las gracias. Se habían enviado pandas anteriores a los EE. UU., incluido uno llamado Su Lin vendido al zoológico de Brookfield en Chicago por Ruth Harkness en 1937, un segundo llamado Mei-Mei traído por Harkness en 1938 y también vendido a los EE. UU. Zoológico de Brookfield, uno llamado Pandora enviado al Zoológico del Bronx por David Crockett Graham en 1938, y un segundo llamado Pan enviado al Zoológico del Bronx en 1939.: 92  Además de los dos pandas vivos enviados al zoológico del Bronx, Graham también había recolectado varias pieles y esqueletos que fueron enviados al Smithsonian.: 55  En el verano de 1941, Madame Chiang reclutó a David Crockett Graham para capturar un panda vivo. Finalmente, dos fueron capturados. Después de pasar algún tiempo en la casa de Graham en Chengdu, fueron llevados a Chungking donde iba a haber una transmisión de radio antes de ser enviados a los EE. UU. William J. Dunn, un reportero de radio de la CBS que resultó ser en Chungking en ese momento, fue contratado para conducir la transmisión de XGOY, la radio “Voice of China”, que se transmitirá por CBS durante el horario de máxima audiencia en los EE. UU.: 59–60  Annalee Whitmore, que entonces trabajaba como gerente de publicidad para United China Relief, entrevistó a los participantes y escribió la transcripción.: 198–200  La transmisión incluiría a Madame Chiang, su hermana Soong Ai-ling (Madame Kung), David Crockett Graham y John Tee-Van que acababan de llegar del zoológico del Bronx para llevar a los pandas a los EE. UU. La transmisión se transmitiría a comunicaciones RCA en Manila y luego a San Francisco. A las 4 de la mañana, hora de Chungking, a principios de noviembre de 1941, no pudieron obtener respuesta de RCA y continuaron con la transmisión a ciegas. Al final, las condiciones atmosféricas impidieron la transmisión y el público estadounidense tuvo que informarse a través de la prensa diaria.: 60  Los Pandas fueron trasladados en avión a Hong Kong al amparo de la noche y de allí a Filipinas en el Hong Kong Clipper. Desde allí, tomaron una ruta tortuosa en barco hasta San Francisco. Desafortunadamente, mientras estaban en camino, Pearl Harbor fue bombardeada;: 95–97  y, cuando llegaron a San Francisco, las noticias de primera plana eran todas sobre la guerra. Si bien los pandas llamaron la atención, no ocuparon las primeras planas de las noticias en todo el país como lo habían sido.esperado.

## Diplomacia de la Guerra Fría
Mientras que la República de China República de China (1912-1949) utilizaba pandas gigantes con fines diplomáticos ya en 1941, la República Popular China comenzó a utilizar la diplomacia panda de manera más prominente en la década de 1950 y ha continuado esta práctica hasta el día de hoy. Entre 1957 y 1983, se regalaron 24 pandas a 9 países como gestos de amistad. Estas naciones incluían la Unión Soviética, la República Popular Democrática de Corea, los Estados Unidos de América y el Reino Unido.
Cuando el presidente Nixon visitó China en 1972, Mao Zedong prometió enviar dos pandas a un zoológico estadounidense. A cambio, Nixon regaló dos bueyes almizcleros a los chinos. Los obsequios mutuos ilustraron la creciente relación diplomática entre China y Estados Unidos en ese momento. A pesar de la larga historia de la diplomacia panda, la llegada de los pandas en 1972 marcó la primera vez que un panda estuvo en el Estados Unidos en más de veinte años.
Tras la llegada de los pandas en abril de 1972, la primera dama Pat Nixon los donó al Zoológico Nacional (Parque Zoológico Nacional (Estados Unidos)) en Washington D. C., donde les dio la bienvenida en una ceremonia oficial. Más de 20.000 personas visitaron a los pandas el primer día que estuvieron en exhibición, y se estima que 1,1 millones de visitantes vinieron a verlos el primer año que estuvieron en los Estados Unidos. Los pandas fueron tremendamente populares y el regalo de China fue visto como un enorme éxito diplomático, evidencia del afán de China por establecer Relaciones con los Estados Unidos (Relaciones China-Estados Unidos). Tuvo tanto éxito que el primer ministro británico Edward Heath pidió pandas para el Reino Unido durante una visita a China en 1974. Los pandas Chia-Chia y Ching-Ching llegaron al Zoológico de Londres unas semanas después. Los pandas regalados al Reino Unido serían más tarde la inspiración para el logo del Fondo Mundial para la Naturaleza.

## Política de arrendamiento
En 1984, el líder de China Deng Xiaoping modificó la política, de modo que los pandas subsiguientes serían arrendados, en lugar de regalados, comenzando con China regalando dos pandas a Los Ángeles durante los Juegos Olímpicos de 1984 por 50.000 dólares al mes. por panda. Esta práctica fue modificada nuevamente en 1991 a favor de arrendamientos a largo plazo. China comenzó a ofrecer pandas solo a otras naciones en arrendamiento por diez años. Los términos de arrendamiento estándar incluyen una tarifa de hasta 1 millón de dólares por año y una disposición de que cualquier cachorro nacido durante el período de arrendamiento sea propiedad de la República Popular China. Desde 1998, debido a una demanda del Fondo Mundial para la Naturaleza, el Servicio de Pesca y Vida Silvestre de EE. UU. permite a un zoológico de EE. UU. importar un panda sólo si el zoológico puede garantizar que China canalizará más de la mitad de su tarifa de préstamo hacia esfuerzos de conservación de los pandas salvajes y su hábitat. El regalo de dos pandas a Hong Kong en 2007 fue aparentemente una excepción a este modelo de arrendamiento, pero puede verse como algo fuera del espectro de la diplomacia panda.
Después del terremoto de Sichuan de 2008 que dañó gravemente muchas instalaciones, 60 pandas necesitaron nuevas viviendas. La mayoría se entregó a naciones que tenían acuerdos comerciales favorables con China, o aquellas que suministraban a China los recursos necesarios.fuentes, como el uranio de Australia.

## Reconocimiento internacional
Otros países reconocen la importancia de los pandas como símbolos diplomáticos, emblemáticos del estado de las relaciones con China. Durante una visita del entonces Líder chino Hu Jintao a Japón en mayo de 2008, China anunció el arrendamiento de dos pandas a Japón. El líder fue citado diciendo: "Los pandas gigantes son muy populares entre los japoneses y son un símbolo de los lazos amistosos entre Japón y China". El tratamiento de los pandas también está asociado con la política exterior relevante. Por ejemplo, en 1964, a los diplomáticos británicos les preocupaba que el traslado de un panda del zoológico de Londres a Moscú empeorara las relaciones chino-soviéticas. En enero de 2006, el subsecretario de Estado de Estados Unidos Robert Zoellick fue fotografiado abrazando a un cachorro de panda de cinco meses durante su visita a Sichuan. La imagen fue ampliamente difundida por los medios chinos y supuestamente fue interpretada como una señal de que Zoellick apoyaba mejores relaciones entre China y Estados Unidos.
El 16 de abril de 2014, China planeó enviar un par de pandas llamados Fu Wa y Feng Yi a Malasia para conmemorar sus lazos diplomáticos de 40 años, pero se pospusieron tras el MH370 tragedia. Los dos pandas llegaron más tarde al Aeropuerto Internacional de Kuala Lumpur el 21 de mayo de 2014 y fueron colocados en el Zoológico nacional de Malasia.
En 2018, Finlandia acordó cuidar de dos pandas gigantes tras su respaldo a la política de una sola China.
Dos pandas, Cai Tao y Hu Chun, llegaron a Yakarta en 2017 para ser colocados en Taman Safari en Bogor como parte de las celebraciones del 60.º aniversario de las relaciones de China e Indonesia.
El arrendamiento de pandas más reciente fue el 5 de junio de 2019, cuando Partido Comunista Chino (PCC) Secretario General Xi Jinping arrendó dos pandas gigantes a Rusia Zoológico de Moscú en una visita oficial de estado como "señal de respeto y confianza". Los pandas incluyen un macho Ru Yi de dos años y una hembra Ding Ding de un año.

## Preocupaciones por la salud animal
En 2003, China envió a Tailandia un par de pandas, Chuang Chuang y Lin Hui, al zoológico de Chiang Mai. Chuang Chuang se puso a dieta en 2007 debido a la obesidad y murió en septiembre de 2019 a consecuencia de una insuficiencia cardíaca. El público comenzó a culpar de este incidente a la diplomacia de los pandas de China, y muchos argumentaron que enviar a los animales al extranjero y fuera de su hábitat endémico era perjudicial para su salud, exacerbando aún más la disminución de su población.

## Mantenimiento y gastos
Tener pandas es muy caro. Además del coste del "alquiler" pagadero a China, obtener suficiente bambú es muy caro. Por lo general, un panda solo consume bambú fresco, y come 40 kg cada día. En 2011 se informó que el Zoológico de Edimburgo gastó 107.000 dólares al año para alimentar a sus dos pandas. Esto provocó que el zoológico solicitara donaciones de bambú, así como para que los jardineros locales comiencen a cultivar bambú. Durante Durante la pandemia de COVID-19, el suministro de bambú se sumó a consideraciones de costos. Debido a la dificultad de asegurar un suministro constante y adecuado de bambú fresco, el Zoológico de Calgary optó por devolver a su pareja de pandas antes de lo previsto, para unirse a su progenie en China.
El Zoológico de Copenhague abrió un recinto para pandas en 2019 para dos pandas alquilados en China durante 15 años con un precio de 1 millón de dólares al año. El recinto en sí costó 24 millones de dólares, aunque fue financiado con fondos privados.

## Oferta de pandas a Taiwán

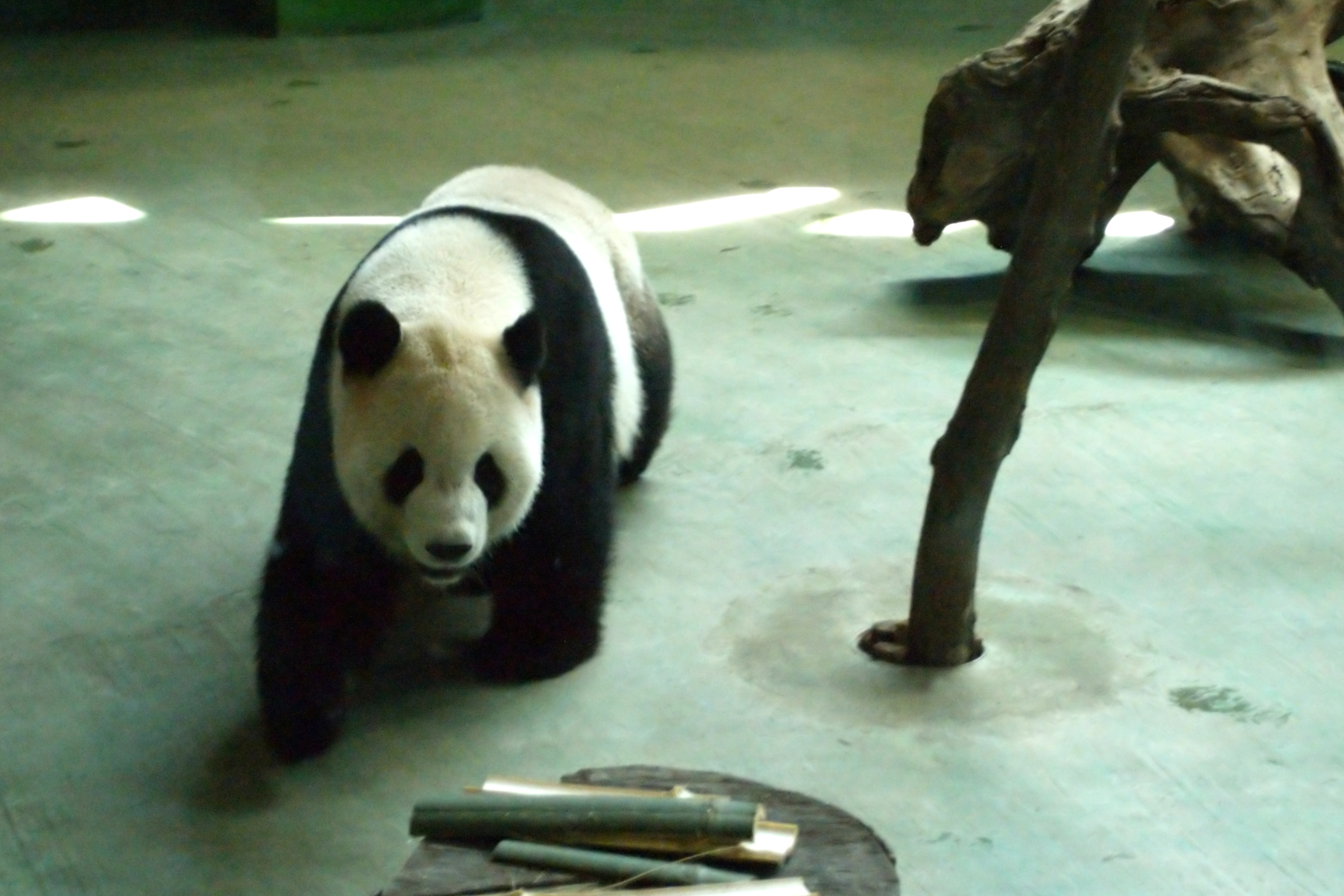
Giant panda at the Taipei Zoo

En 2005, Lien Chan, presidente del Kuomintang, el entonces partido de Sichuan en Taiwán, visitó China continental. Como parte de las conversaciones entre Lien y el PCC, se ofrecieron dos pandas (posteriormente llamados Tuan Tuan y Yuan Yuan, que significa "reunión" en chino) como regalo al pueblo de Taiwán.
Si bien la idea fue popular entre el público taiwanés [cita requerida], el gobierno de la República de China (ROC) de Taiwán, entonces dirigido por el Partido Demócrata Progresista (DPP), se opuso a ella., que favorece la independencia de Taiwán y se opone firmemente a la unificación con la República Popular China. El regalo de los pandas fue visto como un intento por parte del PCC de atraer al gobierno de la República de China a su "Frente unido". Mientras que varios zoológicos en Taiwán maAnte las ofertas para albergar a los pandas, el gobierno de la República de China planteó objeciones, aparentemente con el argumento de que los pandas no se adaptaban al clima taiwanés y que Taiwán no tenía la experiencia para criar pandas con éxito. Sin embargo, se entendió ampliamente que estos eran pretextos respaldados por consideraciones políticas por parte del gobierno liderado por el PPD para mantener su distancia del gobierno de la República Popular China. Otro problema técnico es una disputa sobre la aplicabilidad de la Convención sobre el Comercio Internacional de Especies Amenazadas (CITES). En 1998, China ofreció a la República de China dos pandas gigantes a cambio de la paz en tiempos de guerra. La República Popular China insistió en que una transferencia de China continental a Taiwán era una transferencia interna, no sujeta a la CITES, mientras que el gobierno de la República de China lo cuestionó y no aceptaría los pandas sin los procedimientos de la CITES. El 11 de marzo de 2006, la República de China formalmente rechazó la oferta, y el presidente Chen Shui-bian explicó en su boletín semanal: "A-bian (el apodo de Chen) insta sinceramente a los líderes chinos a dejar a los pandas gigantes en su hábitat natural, porque los pandas se crían en jaulas o dado como regalo no será feliz."
Tras un cambio de gobierno en Taiwán, en julio de 2008, el gobierno de la República de China encabezado por el Kuomintang declaró que aceptaría el regalo de dos pandas gigantes de cuatro años. En diciembre de 2008, el gobierno aprobó la importación de pandas bajo los términos de "especies de medicina herbaria tradicional". Tuan Tuan y Yuan Yuan llegaron al Zoológico de Taipéi más tarde ese mismo mes.
En respuesta a la transferencia, la Secretaría CITES declaró que la transferencia de los dos pandas era una cuestión de "comercio interno" y por lo tanto no era necesario informarla a la CITES. La República de China rápidamente emitió una refutación a la declaración de la CITES e insistió en que se respetaran los protocolos de transferencia de país a país. La República de China también señaló que dichos procedimientos no habrían sido necesarios si se hubiera tratado de una transferencia interna/nacional. La República de China señaló además que Taiwán no es signatario de la CITES y, por lo tanto, no está obligado a informar a la Secretaría de la CITES su aceptación de los dos pandas.

## Otros animales como obsequios diplomáticos
A nivel internacional, otros animales raros también aparecen como obsequios diplomáticos/políticos. Por ejemplo, en el período previo a los Juegos Olímpicos de Beijing 2008, cinco esturiones chinos, que simbolizan los cinco Anillos olímpicos, fueron entregados por El gobierno central de China a Hong Kong.
En 2009, el gobierno de las Islas Seychelles anunció el regalo de un par de tortugas gigantes de Aldabra a la Exposición Mundial 2010 en Shanghái en celebración del 60.º aniversario de la fundación de la República Popular China, y en agradecimiento a China por ayudar a la pequeña nación insular con los gastos de participación en la Expo. Las dos tortugas se mantendrán en el Zoológico de Shanghái.
En respuesta a la diplomacia panda de China, el presidente francés Emmanuel Macron le regaló a Xi Jinping uno de los caballos del cuerpo de caballería de élite de Francia.
El gobierno de Mongolia tiene la costumbre de regalar caballos a los dignatarios visitantes. Los destinatarios incluyen a Presidente de Corea del Sur Park Geun-hye, Vicepresidente de India Mohammad Hamid Ansari, primer ministro de la India Narendra Modi, y el Secretario de Defensa de Estados Unidos Chuck Hagel. El presidente mongol Khaltmaagiin Battulga también regaló un caballo a la Barron Trump, el hijo menor del presidente estadounidense Donald Trump. Trump nombró al caballo "Victoria".
Filipinas planea prestar un par de  águilas filipinas a Singapur en 2019 durante diez años como un esfuerzo por impulsar los lazos entre los dos países. El gobierno filipino también considera la medida como una "póliza de seguro" en un intento por proteger a la población de especies en peligro de extinción en caso de que un brote de aves aniquile a la población indígena en Filipinas.